# Lata 70. XX wieku
Lata 70. XX wieku
Stulecia: XIX wiek ~ XX wiek ~ XXI wiek
Dziesięciolecia: 1920–1929 « 1930–1939 « 1940–1949 « 1950–1959 « 1960–1969 « 1970–1979 » 1980–1989 » 1990–1999 » 2000–2009 » 2010–2019 » 2020–2029
Lata: 1970 • 1971 • 1972 • 1973 • 1974 • 1975 • 1976 • 1977 • 1978 • 1979

## Wydarzenia

### Wydarzenia w Polsce
- 1970 – Wydarzenia na Wybrzeżu[1]
- 1970–1980 – Epoka Edwarda Gierka w Polsce[2]:
  - propaganda sukcesu i zaciąganie kredytów konsumpcyjnych i inwestycyjnych w bankach światowych[3][4]
  - rozwój budownictwa, infrastruktury, kultury, motoryzacji, telewizji
  - otwarta polityka zagraniczna
  - poprawa standardów życia
- 1974 – Polska zajmuje 3. miejsce na mistrzostwach świata w piłce nożnej[5]
- 1976 – Protesty i strajki robotników w Radomiu i Ursusie[6]; powstanie Komitetu Obrony Robotników[7].
- 1978 – Wybór kard. Karola Wojtyły na papieża[8]
- 1979 – pierwsza pielgrzymka papieża Jana Pawła II do Ojczyzny[9]

### Wydarzenia na świecie
- 1973 – Pucz w Chile; Wojna Jom Kipur[10][11]; Kryzys naftowy[12]; wykreślenie homoseksualizmu z listy chorób przez Amerykańskie Towarzystwo Psychologiczne i początki walki o prawa homoseksualistów
- 1974 – Rewolucja goździków w Portugalii; Obalenie reżimu Junty czarnych pułkowników w Grecji
- 1975 – Zakończenie wojny w Wietnamie[13]; Śmierć gen. Francisco Franco, upadek frankizmu i demokratyzacja Hiszpanii; lot kosmiczny Sojuz-Apollo
- 1976 – Śmierć Mao Zedonga[14]
- 1977 – Śmierć piosenkarza Elvisa Presleya[15]
- 1978 – Wybór kard. Karola Wojtyły na papieża[8]
- 1979 – Radziecka interwencja w Afganistanie[16]
- Pierwsze misje kosmiczne poza pas planetoid i Układ Słoneczny – Pioneer 10, Pioneer 11, Voyager 1, Voyager 2
- Irańska rewolucja islamska
- Wojna ugandyjsko-tanzańska konsekwencją obalenie dyktatora Ugandy Idi Amina
- Wojna kambodżańsko-wietnamska – odsunięcie Pol Pota i Czerwonych Khmerów od władzy
- Upadek dyktatury Bokassy w Republice Środkowoafrykańskiej
- Wyścig zbrojeń

## Muzyka
- 1972 – Założenie zespołu ABBA[17]
- 1977 – Śmierć piosenkarza Elvisa Presleya[15]
- Lata dynamicznego rozwoju rocka progresywnego[18], hard rocka[19] oraz muzyki disco[20][21]
- Pod koniec lat 70. rozwój w Wielkiej Brytanii i Stanach Zjednoczonych muzyki i subkultury punk[22]

## Osoby

### Polscy politycy
- Władysław Gomułka
- Edward Gierek
- Stanisław Kania
- Józef Cyrankiewicz
- August Zaleski
- Stanisław Ostrowski
- Edward Bernard Raczyński
- Piotr Jaroszewicz

### Politycy zagraniczni
- Leonid Breżniew
- Richard Nixon
- Gerald Ford
- Jimmy Carter
- Mao Zedong
- Deng Xiaoping
- Erich Honecker
- Willy Brandt
- Helmut Schmidt
- Georges Pompidou
- Valéry Giscard d’Estaing
- Nicolae Ceaușescu
- Francisco Franco
- Fidel Castro
- Juan Perón
- Salvador Allende
- Augusto Pinochet
- Indira Gandhi
- Hirohito
- Kim Ir Sen
- Josip Broz Tito
- James Callaghan
- Harold Wilson
- Edward Heath
- Elżbieta II
- Margaret Thatcher
- Golda Meir
- Icchak Rabin
- Menachem Begin
- Jasir Arafat
- Anwar as-Sadat
- Mu’ammar al-Kaddafi
- Hafiz al-Asad
- Ruhollah Chomejni
- Pol Pot
- Idi Amin

### Muzycy i zespoły
- Judas Priest
- Dżem
- Marek Grechuta
- KISS
- John Lennon
- Jimi Hendrix
- Helen Reddy
- Elvis Presley
- Joy Division
- Black Sabbath
- Anna Jantar
- The Beatles
- Bee Gees
- Czerwone Gitary
- Michael Jackson
- Dalida
- Tom Jones
- Ray Charles
- Louis Armstrong
- Gary Glitter
- Suzi Quatro
- Budka Suflera
- Czesław Niemen
- Queen
- Bob Marley
- Deep Purple
- ABBA
- Boney M.
- The Village People
- Mieczysław Fogg
- Johnny Cash
- John Denver
- Violetta Villas
- Krzysztof Krawczyk
- Frank Sinatra
- Barry Manilow
- Slade
- AC/DC
- Led Zeppelin
- Pink Floyd
- Genesis
- Stevie Wonder
- The Rolling Stones
- Scorpions
- James Brown
- Chuck Berry
- Chubby Checker
- Irena Santor
- Irena Jarocka
- Alicja Majewska
- Edyta Geppert
- Anna German
- Roy Orbison
- Luciano Pavarotti
- U2
- Aerosmith
- Lynyrd Skynyrd
- Kraftwerk
- Sex Pistols
- The Ramones
- Renata Lewandowska
- The Clash
- The Specials
- David Bowie

### Filmowcy
- Al Pacino
- Robert De Niro
- Woody Allen
- Clint Eastwood
- Francis Ford Coppola
- Martin Scorsese
- Donald Sutherland
- John Cazale
- James Caan
- Marlon Brando
- Bruce Lee
- Mia Farrow
- Chuck Norris
- George Lucas
- Steven Spielberg
- Adolf Dymsza
- Edward Dziewoński
- Andrzej Wajda
- Krzysztof Kieślowski
- Roman Polański
- Jerzy Hoffman
- Władysław Hańcza
- Charlie Chaplin
- John Wayne
- John Belushi
- Aleksander Ford
- Stanisław Bareja
- Stanley Kubrick
- Alfred Hitchcock
- John Landis
- Sergio Leone
- Raúl Juliá
- Jack Nicholson
- Brian De Palma
- Hanka Bielicka
- Irena Kwiatkowska
- Kalina Jędrusik
- Wiesław Gołas
- Janusz Gajos
- Jan Kobuszewski
- Piotr Fronczewski
- Sydney Pollack
- Krzysztof Zanussi
- Krzysztof Krauze

### Pisarze
- Rafał Wojaczek
- Jarosław Iwaszkiewicz
- Wisława Szymborska
- Zbigniew Herbert
- Czesław Miłosz
- J.R.R. Tolkien
- Agatha Christie
- Aleksander Kamiński
- Edward Stachura
- Gabriel García Márquez
- Stephen King
- Hunter S. Thompson
- William Wharton
- Miron Białoszewski
- Igor Newerly
- Leopold Buczkowski
- Mario Puzo
- Samuel Beckett
- Jerzy Waldorff
- Alfred Szklarski
- Zbigniew Nienacki
- William Golding
- Aleksandr Sołżenicyn
- Hanna Ożogowska
- Małgorzata Musierowicz
- Anne Rice
- Agnieszka Osiecka

### Sportowcy
- Irena Szewińska
- Władysław Kozakiewicz
- Jacek Wszoła
- Jan Tomaszewski
- Grzegorz Lato
- Andrzej Szarmach
- Kazimierz Deyna
- Jerzy Gorgoń
- Pelé
- Paolo Rossi
- George Foreman
- Joe Frazier
- Franz Beckenbauer
- Sepp Maier
- Johan Cruijff
- Mario Kempes
- Dino Zoff
- Muhammad Ali (amerykański bokser)
- Wojciech Fibak
- Andrzej Grubba
- Niki Lauda
- Zico

### Duchowni
- Paweł VI
- Jan Paweł I
- Jan Paweł II
- XIV Dalajlama
- Stefan Wyszyński
- Jerzy Popiełuszko
- Matka Teresa z Kalkuty

### Pozostali
- Timothy Leary
- Henryk Jaskuła
- Salvador Dalí
- Pablo Picasso
- Oskar Romero
- Enzo Ferrari
- Kazimierz Górski